# Tongincshon állomás
Tongincshon (Dongincheon) állomás a szöuli metró 1-es vonalának állomása Incshon (Incheon) város Csung-ku (Jung-gu) kerületében. 1899-ben Cshukhjon (Chuckhyeon) állomás (축현역) néven épült. 1955-ben nevezték át Tongincshon (Dongincheon)ra, a metróvonal kiszolgálása pedig 1974-ben indult meg az állomáson.

## Viszonylatok
| 1-es vonal                                  | 1-es vonal                                                                         | 1-es vonal                        |
| ------------------------------------------- | ---------------------------------------------------------------------------------- | --------------------------------- |
| Tovon (Dowon) Szojoszan (Soyosan) felé      | Kjongin (Gyeongin) szakasz személyvonat Kjongvon (Gyeongwon) szakasz expresszvonat | Incshon (Incheon) végállomás felé |
| Csemulpho (Jemulpo) Jongszan (Yongsan) felé | Kjongin (Gyeongin) szakasz expresszvonat                                           | végállomás                        |